# Križpolje
Križpolje ist ein Dorf in der Gespanschaft Lika-Senj in Kroatien mit 655 Einwohnern. Die Ortschaft gehört zur Gemeinde Brinje. Zur Gemarkung des Ortes gehören mehrere Weiler (Veliki Kut, Mali Kut und Jelvica).

## Geographie
Križpolje liegt im Norden der landwirtschaftlich geprägten Lika. Die Ortsgemarkung grenzt im Norden an Križ Kamenica und Jezerane, gegen Westen an Stajnica und Lipice, im Süden an Letinac und im Westen an den Gemeindehauptort Brinje.

## Geschichte
Es wurden Nachweise gefunden, dass die Ortschaft bis ins Jahr 1654 Križ hieß.

## Demographie
Laut der letzten Volkszählung von 2001 hat die Gemeinde 655 Einwohner.

## Persönlichkeiten
- Luka Perković (* 1900; † 1948), kroatischer Dichter
- Anton Pavlovic (* 1884), kroatischer Politiker, HSS

## Sehenswürdigkeiten
Die römisch-katholische „Entdecker des Heiligen Kreuzes-Kirche“ in Križpolje wurde 1821 erbaut.
Der Feiertag des Dorfes ist der Heilig-Kreuz-Tag am 3. Mai, in der Landessprache Križevo genannt.